# 納夫·吉爾傑·諾達斯
納夫·吉爾傑·諾達斯（挪威語：Narve Gilje Nordås，1998年9月30日—），挪威田徑運動員，主攻中長跑項目，他曾參加2020年夏季奧林匹克運動會，也曾獲得2023年世界田徑錦標賽男子1500公尺銅牌。

## 外部連結
- 納夫·吉爾傑·諾達斯在的頁面
- 納夫·吉爾傑·諾達斯在歐洲田徑協會
- 納夫·吉爾傑·諾達斯在Olympics.com的个人资料和比赛数据
- 納夫·吉爾傑·諾達斯在Olympedia的个人资料和比赛数据
- 納夫·吉爾傑·諾達斯在挪威隊 （挪威語）